# Четиридесет и първа македонска дивизия на НОВЮ
Четиридесет и първа македонска дивизия на НОВЮ е комунистическа партизанска единица във Вардарска Македония, участвала в така наречената Народоосвободителна войска на Югославия.
Създадена е на 25 август 1944 година в кавадарското село Шешково. В състава и влизат втора, девета и десета македонски ударни бригади с обща численост 1300 души. По-късно към нея се присъединява и единадесета македонска (кавадарска) ударна бригада. Дивизията е вкарана в рамките на петнадесети корпус на НОВЮ от средата на октомври 1944 година. Районът на действие на дивизията е Тиквешко, Повардарието, Прилепско и води битки против ГАЕ. Дивизията влиза в Прилеп на 2 ноември, като пленява 300 немски войника и 60 камиона. От декември 1944 година в състава и влизат осма, дванадесета и седемнадесета македонски ударни бригади и малки части от петнадесета македонска ударна бригада. В края на декември 1944 година влиза в Косово да води битки с изостанали групи на Бали Комбътар. Числеността на бригадата в края на войната е 5181 души.

## Командване
- Наум Веслиевски – командир (от 25.09.1944)
- Методи Поповски – Майка – командир (от 6 декември 1944)[2]
- Тихомир Милошевски – командир
- Лазар Калайджиевски – заместник-командир
- Наум Наумовски – политически комисар
- Стоян Бочваровски – Бочвар – политически комисар
- Раде Гогов – Църноречки – политически комисар
- Бано Русо – Коки – политически комисар
- Драги Тозия – политически комисар
- Коце Солунски – заместник-политически комисар
- Георге Шаранович – началник-щаб
- Вуко Туркович – началник-щаб (от 6 декември 1944)